# Чемпионат СССР по дзюдо 1983
10-й Чемпионат СССР по дзюдо прошёл в Москве 18-24 октября 1983 года.

## Медалисты
| Весовая категория           | Золото                    | Серебро                   | Бронза                                             |
| --------------------------- | ------------------------- | ------------------------- | -------------------------------------------------- |
| Наилегчайший вес (до 60 кг) | Анатолий Сучков Саратов   | Хазрет Тлецери Майкоп     | Али Хамхоев Алма-Ата Григорий Фаустов Кишинёв      |
| Полулёгкий вес (до 65 кг)   | Рамази Маргвелани Тбилиси | Юрий Соколов Ленинград    | Сафер Ашинов Майкоп Николай Солодухин Курск        |
| Лёгкий вес (до 71 кг)       | Тамаз Намгалаури Тбилиси  | Пётр Пономарёв Каунас     | Лери Накани Одесса Виктор Калентьев Красноярск     |
| Полусредний вес (до 78 кг)  | Владимир Шестаков Пермь   | Александр Шингалеев Тула  | Давид Бодавели Тбилиси Тамаз Кариаули Тбилиси      |
| Средний вес (до 86 кг)      | Виталий Песняк Минск      | Александр Сивцев Курск    | Вячеслав Сенкевич Минск Анатолий Глазунов Ташкент  |
| Полутяжёлый вес (до 95 кг)  | Борис Гогичашвили Тбилиси | Андрей Гурьев Москва      | Абдулджалил Юнусов Фрунзе Сергей Раков Караганда   |
| Тяжёлый вес (свыше 95 кг)   | Алексей Тюрин Москва      | Александр Шабанович Минск | Григорий Веричев Челябинск Евгений Хижняков Тюмень |
| Абсолютная категория        | Хазрет Куваев Майкоп      | Евгений Ефремов Ленинград | Игорь Метлицкий Минск Владимир Сободырёв Андижан   |